# Марија Хосе Мартинез Санчез
Марија Хосе Мартинез Санчез (шп. María José Martínez Sánchez; рођена 12. августа 1982) професионална је шпанска тенисерка, која тренутно заузима 30. место на ВТА листи у појединачној, и 5. место конкуренцији парова. У каријери је освојила тринаест турнира — два у појединачној и дванаест у конкуренцији парова, од којих је најзначајније ВТА првенство 2009. у Дохи.

## Приватни живот
Рођена је 12. августа 1982. у мурсијском градићу Јекла, као најстарија кћерка Рикарда Мартинеза и Фини Санчез. Има и два млађа брата, Рикарда и Алехандра. Мартинез Санчез је тенис почела да игра са шест година, а идоли су јој били Штефи Граф и Хуан Карлос Фереро. Велики је љубитељ филмова, а омиљени јој је Армагедон, и спортова као што су одбојка, кошарка и бејзбол.

## Тениска каријера
Мартинез Санчез била је успешна тенисерка у јуниорској конкуренцији, а 1999. године освојила је најпрестижнији јуниорски турнир Оранж Боул. Професионалац је постала 1998. године. 2000. године је по први пут играла на ВТА турнирима, као и у квалификацијама за Мајами опен и Отворено првенство Сједињених Држава у тенису, а по први пут се међу сто најбољих тенисерки на свету нашла 2001. године. Тада је играла полуфинале турнира у Мадриду, у ком је изгубила од некада прве тенисерке света Аранче Санчез Викарио. Такође је освојила четири турнира у конкуренцији парова, заједно са Шпањолком Анабел Медином Гаригес — Акапулко, Порто, Бол и Базел.
Но, тада наступа период лоших резултата Мартинез Санчез, тако да је своју наредну титулу освојила тек седам година касније, када је у пару са Нуријом Љагостером Вивес освојила турнир у Акапулку 1. марта 2008. На истом турниру достигла је и финале у појединачној конкуренцији, али ју је руска тенисерка Марија Кириленко поразила резултатом 6–0, 6–2. Такође је достигла финале Фед купа, али је шпански тим који су чиниле она, Медина Гаригес, Љагостера Вивес и Вирхинија Руано Паскуал изгубио од руског тима 4–0, у саставу Светлана Кузњецова, Вера Звонарјова, Јелена Веснина и Јекатарина Макарова. Исте године је за Шпанију наступила и на Летњим олимпијским играма 2008. у Пекингу. 2009. године, Мартинез Санчез и Љагостера Вивес су освојиле чак седам турнира у конкуренцији парова, међу којима је и завршно ВТА првенство. Мартинез Санчез је такође освојила своје прве две титуле у појединачној конкуренцији.

## Статистике у каријери

### ВТА појединачна финала (3)
| Легенда: Пре 2009.  | Легенда: Од 2009.     |
| ------------------- | --------------------- |
| Гренд слем (0/0)    |                       |
| ВТА шампионат (0/0) |                       |
| Тијер I (0/0)       | Главни премијер (0/0) |
| Тијер II (0/0)      | Премијер 5 (1/0)      |
| Тијер III (0/0)     | Премијер (0/0)        |
| Тијер IV и V (0/1)  | Интернашонал (2/0)    |

| Исход  | #  | Датум             | Турнир       | Подлога | Противница у финалу | Резултат    |
| Пораз  | 1. | 15. јун 2008.     | Барселона    | Шљака   | Марија Кириленко    | 0-6, 2-6    |
| Победа | 1. | 22. фебруар 2009. | Богота       | Шљака   | Жизела Дулко        | 6-3, 6-2    |
| Победа | 2. | 11. јул 2009.     | Боштад       | Шљака   | Каролина Возњацки   | 7-5, 6-4    |
| Победа | 3. | 8. мај 2010.      | Рим, Италија | Шљака   | Јелена Јанковић     | 7–6(5), 7–5 |

### ВТА финала у паровима (12)
| Легенда: Пре 2009.  | Легенда: Од 2009.     |
| ------------------- | --------------------- |
| Гренд слем (0/0)    |                       |
| ВТА шампионат (1/0) |                       |
| Тијер I (0/1)       | Главни премијер (0/0) |
| Тијер II (0/0)      | Премијер 5 (1/1)      |
| Тијер III (3/0)     | Премијер (1/0)        |
| Тијер IV и V (2/5)  | Интернашонал (4/1)    |

| Исход  | #   | Датум    | Турнир     | Подлога | Партнерка              | Противнице у финалу                       | Резултат            |
| Победа | 1.  | 04-03-01 | Акапулко   | Шљака   | Анабел Медина Гаригес  | Вирхинија Руано Паскуал Паола Суарез      | 6–4, 6–7 (5), 7–5   |
| Победа | 2.  | 08-04-01 | Порто      | Шљака   | Анабел Медина Гаригес  | Александра Фусај Рита Гранде              | 6–1, 6–7 (5), 7–5   |
| Победа | 3.  | 06-05-01 | Бол        | Шљака   | Анабел Медина Гаригес  | Нађа Петрова Тина Пишник                  | 7–5, 6–4            |
| Пораз  | 1.  | 15-07-01 | Палермо    | Шљака   | Анабел Медина Гаригес  | Татјана Гарбин Јанета Хусарова            | 6–2, 2–6, 4–6       |
| Пораз  | 2.  | 29-07-01 | Казабланка | Шљака   | Марија Елена Салерни   | Љубомира Бачева Оса Карлсон               | 3–6, 7–6(4), 1–6    |
| Победа | 3.  | 05-08-01 | Базел      | Шљака   | Анабел Медина Гаригес  | Џоанет Кругер Марта Мареро                | 7–6 (5), 6–2        |
| Пораз  | 3.  | 11-08-02 | Хелсинки   | Шљака   | Ева Без Остариз        | Светлана Кузњецова Аранча Санчез Викарио  | 3–6, 7–6(5), 3–6    |
| Пораз  | 4.  | 13-07-03 | Палермо    | Шљака   | Аранча Пара Сантонха   | Адријана Сера Занети Емили Стелато        | 4–6, 2–6            |
| Победа | 5.  | 01-03-08 | Акапулко   | Шљака   | Нурија Љагостера Вивес | Ивета Бенешова Петра Четковска            | 6–2, 6–4            |
| Пораз  | 5.  | 11-05-08 | Берлин     | Шљака   | Нурија Љагостера Вивес | Кара Блек Лизел Хубер                     | 6–3, 2–6, [2–10]    |
| Пораз  | 6.  | 15-06-08 | Барселона  | Шљака   | Нурија Љагостера Вивес | Лурдес Домингез Лино Аранча Пара Сантоха  | 6–4, 5–7, [4–10]    |
| Победа | 6.  | 21-02-09 | Богота     | Шљака   | Нурија Љагостера Вивес | Жизела Дулко Флавија Пенета               | 7–5, 3–6, 10–7      |
| Победа | 7.  | 28-02-09 | Акапулко   | Шљака   | Нурија Љагостера Вивес | Лурдес Домингез Лино Аранча Пара Сантонха | 6–4, 6–2            |
| Победа | 8.  | 19-04-09 | Барселона  | Шљака   | Нурија Љагостера Вивес | Сорана Крстеа Андреја Клепач              | 3–6, 6-2, 10–8      |
| Пораз  | 7.  | 11-07-09 | Боштад     | Шљака   | Нурија Љагостера Вивес | Жизела Дулко Флавија Пенета               | 2–6, 6–0, [5–10]    |
| Победа | 9.  | 18-07-09 | Палермо    | Шљака   | Нурија Љагостера Вивес | Марија Коритцева Дарја Кустова            | 6–1, 6–2            |
| Пораз  | 8.  | 16-08-09 | Синсинати  | Тврда   | Нурија Љагостера Вивес | Кара Блек Лизел Хубер                     | 3–6, 6–0, [2–10]    |
| Победа | 10. | 23-08-09 | Торонто    | Тврда   | Нурија Љагостера Вивес | Саманта Стосур Рене Стабс                 | 2-6, 7-5, 11-9      |
| Победа | 11. | 29-08-09 | Њу Хејвен  | Тврда   | Нурија Љагостера Вивес | Ивета Бенешова Луци Храдецка              | 6–2, 7-5            |
| Победа | 12. | 01-11-09 | Доха       | Тврда   | Нурија Љагостера Вивес | Кара Блек Лизел Хубер                     | 7–6(0), 5–7, [10–7] |

### Фед куп финала (1)
| Исход | Година | Локација        | Подлога | Победнице                                                            | Финалисткиње                                                                                     | Резултат |
| Пораз | 2008   | Мадрид, Шпанија | Шљака   | Јелена Веснина Вера Звонарјова Светлана Кузњецова Екатарина Макарова | Нурија Љагостера Вивес Марија Хосе Мартинез Санчез Анабел Медина Гаригес Вирхинија Руано Паскуал | 4–0      |